# Heinz Heger
Heinz Heger, seudónimo del escritor austriaco Johann "Hans" Neumann (Strasshof, 1914-29 de junio de 1978) fue un escritor austriaco.
Con el libro Die Männer mit dem rosa Winkel, escribió las experiencias del sobreviviente del campo de concentración homosexual Josef Kohout y publicó en 1972 el primer informe completo sobre el cautiverio en un campo de concentración desde el punto de vista de un hombre gay. El libro se volvió significativo para el movimiento gay.

## Biografía
Neumann creció en Viena. Durante la Segunda Guerra Mundial, sirvió como soldado desde 1939 y luego estuvo activo desde 1944 hasta 1945 en la resistencia holandesa contra la ocupación alemana.
En la década de 1960 Neumann, él mismo homosexual, quería escribir un libro sobre las experiencias de los homosexuales en los campos de concentración. A través de un conocido mutuo, conoció a Josef Kohout y estenografió la historia de Kohout en aproximadamente 15 conversaciones entre 1965 y 1967. Las historias de Kohout deberían ser suficientes para todo un libro, pero durante años Neumann tuvo problemas para encontrar un editor. Decidió publicar el resultado de 1972 y finalmente lo publicó por la editorial Merlin Verlag no bajo su nombre, porque temía ser excluido y discriminado socialmente en la vida profesional.

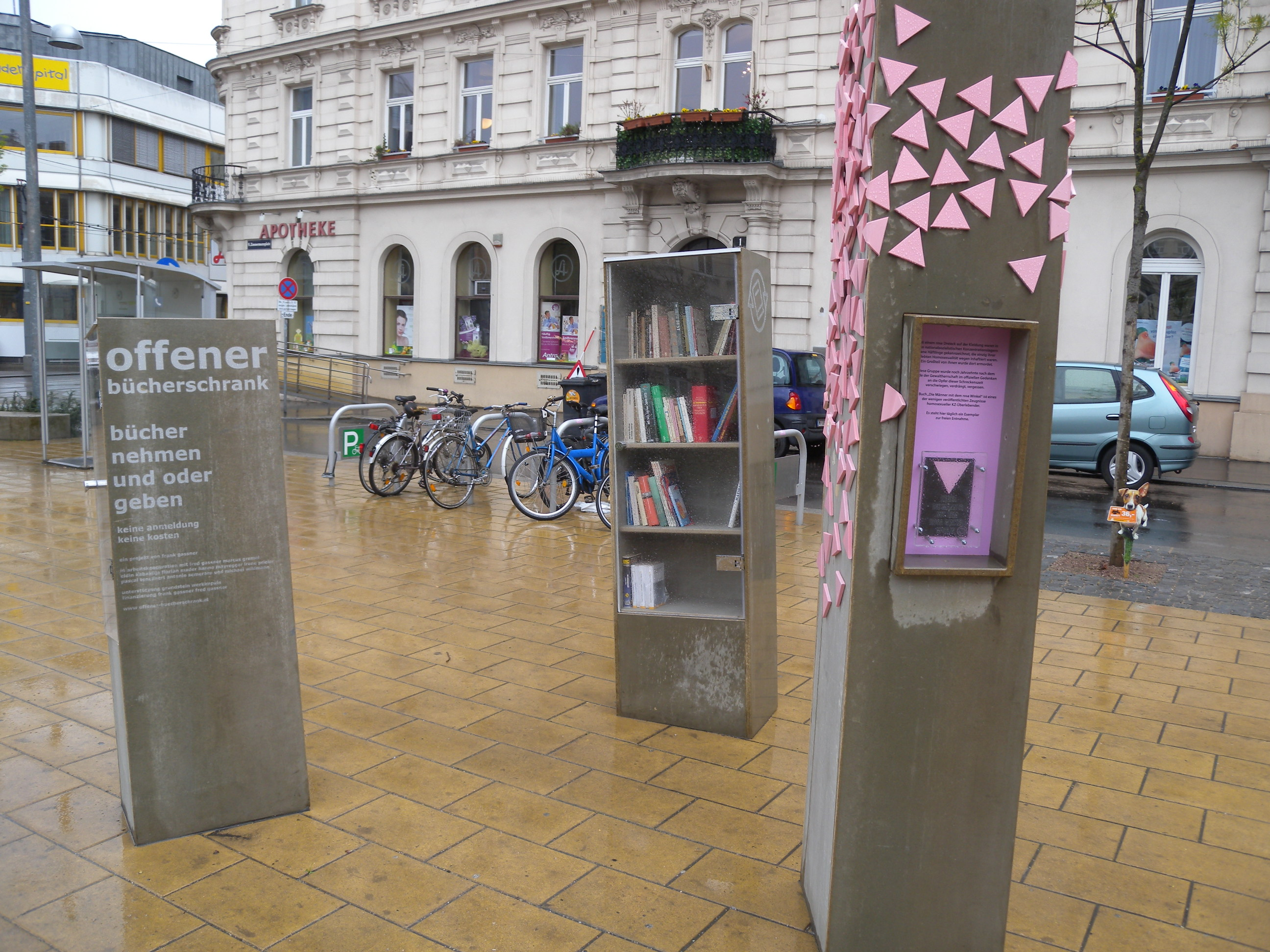
Librería abierta en memoria de Heinz Heger en Heinz-Heger-Park

Debido a la situación narrativa en primera persona, desde la publicación del libro, a veces se daba la impresión de que Heinz Heger era la misma persona que Josef Kohout.  
Neumann vivía con su compañero en Strasshof y murió allí en 1978. La herencia de Neumann incluye una primera versión no corregida de Die Männer mit dem rosa Winkel.
El Parque Heinz-Heger en Zimmermannplatz en el distrito Alsergrund de Viena, donde vivió Josef Kohout durante su vida, lleva el nombre de su seudónimo desde el 8 de junio de 2010. Hay una estantería abierta en memoria de Heinz Heger. 